# Consoles de jogos eletrônicos de quinta geração
Na história dos consoles de videogame, a quinta geração (também conhecida com a era dos 32-bits, era dos 64 bits ou era 3D) compreende os consoles lançados entre os anos de 1993 e 2002, dentre os quais destacam-se o Nintendo 64, o 3DO, o Atari Jaguar, o Sega Saturn e o grande sucesso de vendas: o PlayStation, então em sua primeira versão. Essa quinta geração tinha aparelhos com processadores de 32-bit e até mesmo 64-bit, como foi o caso do Nintendo 64, e foi sucedida pela sexta geração, quando a Sega, que estava com dificuldades financeiras, lançou o primeiro console de sexta geração, o Dreamcast.

## História
O considerado primeiro console de 64-bit foi o Atari Jaguar, lançado em 1993. Com baixo marketing e poucos títulos decentes, foi um fracasso e a última tentativa da Atari em hardware. Outro console fracassado da quinta geração foi o 3DO, que apesar da publicidade e apoio de desenvolvedoras, teve vendas abatidas pelo preço alto.
A quinta geração marcou o advento dos jogos em 3D, como Super Mario 64, Tomb Raider, Burning Rangers, NiGHTS into Dreams e Panzer Dragon Saga, além de mais realismo e ação.

## Comparação
| Nome                                    | 3DO Interactive Multiplayer                  | Amiga CD-32                                                                   | Atari Jaguar | Sega Saturn | PlayStation | Nintendo 64 |
| --------------------------------------- | -------------------------------------------- | ----------------------------------------------------------------------------- | --- | --- | --- | --- |
| Fabricante                              | The 3DO Company                              | Commodore International                                                       | Atari | Sega | Sony Computer Entertainment | Nintendo |
| Imagem                                  |                                              |                                                                               | | | | |
| Preço no Brasil                         | R$1 400 (Lançamento)                         | R$600 (Lançamento)                                                            | R$1 200 (Lançamento) | R$850 (Lançamento) | R$2 400 (Lançamento) | R$700 (Lançamento) |
| Data de Lançamento                      | Setembro, 1993                               | Setembro, 1993                                                                | 18 de Novembro de 1993 | 22 de Novembro 1994 11 de Maio 1995 27 de Abril de 1995 8 de Julho de 1995 | 3 de Dezembro de 1994 9 de Setembro de 1995 29 de Setembro de 1995 | 23 de Junho de 1996 29 de Setembro 1996 1 de Março de 1997 1 de Setembro de 1997                                                               |
| Data de Lançamento no Brasil            | 27 de janeiro de 1994                        | Setembro de 1993                                                              | Nunca foi lançado oficialmente no Brasil | 30 de agosto de 1995 | 9 de setembro de 1995 | 10 de dezembro de 1997 |
| Jogos Mais Vendidos [carece de fontes?] | Return Fire                                  | Simon the Sorcerer                                                            | Alien vs. Predator | Virtua Fighter 2 | Gran Turismo (3 261 557 de cópias, fonte: Sony) | Super Mario 64 |
| Mídia                                   | CD-ROM                                       | CD-ROM, (Cassette, Floppy Disc, Hard Drive (Software), Data Card via add-ons) | Cartucho CD | CD-ROM Cartucho | CD-ROM | Cartucho Magneto-Optical (Apenas no Japão) |
| Acessórios                              | - Teclado - Floppy Drive - Mouse - MPEG Card |                                                                               | - Atari Jaguar CD - Team Tap (para até 8 jogadores) - JagLink - rede de 2 consoles - CatBox - rede de 8 consoles, opções adicionais de saída de vídeo - Memory Track, apenas para Jaguar CD | - Saturn digital gamepad - Controle analógico - Arma Laser - Multitap (para até 10 jogadores) - Sega NetLink - modem e teclado - Teclado - Mouse - Drive de disquetes - DirectLink - Cartões MPEG - Cartuchos de expansão de RAM | - Multitap (para até 8 jogadores) - Fishing reel controllers (Bass Landing e Reel Fishing) - Dual Analog Controller - DualShock - GunCon - Jogcon - Konami Justifier - NeGcon - PocketStation - Flightstick - Dance pad - Memory Card | - Controller Pak - Memory Expansion Pak - Rumble Pak - Memory Card - Fishing Reel - Transfer Pak - Nintendo 64DD (Apenas no Japão) - Microfone |

### Unidades vendidas (em milhões)
| Console      | América do norte | Europa | Japão | Resto do mundo | Total  |
| ------------ | ---------------- | ------ | ----- | -------------- | ------ |
| PlayStation  | 40,78            | 31,09  | 21,59 | 9,04           | 102,50 |
| Nintendo 64  | 20,11            | 6,35   | 5,54  | 0,93           | 32,93  |
| Sega Saturn  | 1,83             | 1,12   | 5,80  | 0,07           | 8,82   |
| 3DO          |                  |        |       |                | 2,00   |
| Atari Jaguar |                  |        |       |                | N/D    |
| Apple Pippin |                  |        |       |                | N/D    |

## Portáteis
- Sega Nomad (1995)
- Virtual Boy (1995-1996)
- Neo Geo Pocket (1996-1998)
- Game.com (1997-2000 U.S.)
- Game Boy Color (1998-2003)
- PocketStation (1998)
- WonderSwan (1999)
- WonderSwan Color (2000)

### História
A quinta geração começou quando a Nintendo lançou o Game Boy Color e a SNK lançou seu Neo Geo Pocket que foi bem sucedido. A Nintendo dominou o mercado dos portáteis daí para frente.

### Datas de lançamento

#### Game Boy Color
- 21 de outubro de 1998
- Novembro de 1998
- Novembro de 1998
- 1999
- 1999
- 1999
- 22 de novembro de 1998

#### Neo Geo Pocket
- 1998
- 1998

#### Game.com
- Setembro de 1997

No Brasil, embora não tenha sido lançado, era achado facilmente em lojas de importação.

### Unidades vendidas (em milhões)
| Consoles       | unidades      | Datas            |
| -------------- | ------------- | ---------------- |
| Game Boy Color | 67,49 milhões | Março, 2007      |
| Neo Geo Pocket | 32,93 milhões | Março de 2005    |
| Game.com       | 9,26 milhões  | Dezembro de 2004 |